# Byram cum Poole
Byram cum Poole var en civil parish från 1866 till 1891 då den blev en del av Byram cum Sutton, i grevskapet West Riding of Yorkshire (nu North Yorkshire), i England. Civil parish var belägen 13 km från Selby och hade 68 invånare år 1881.